# Caminho das Damas

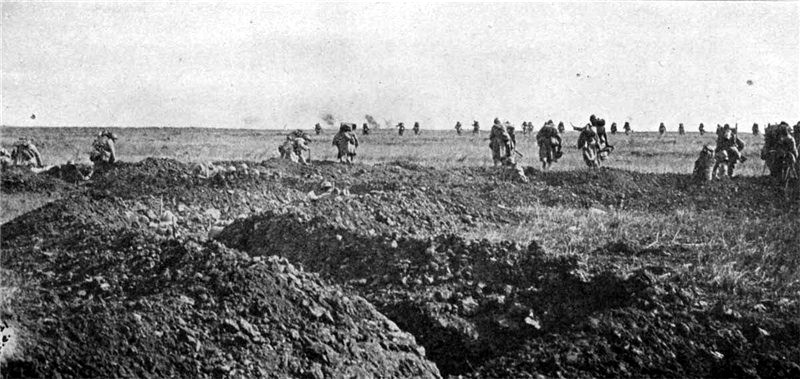
Forças francesas lutando em Chemin des Dames, durante a Primeira Guerra Mundial.

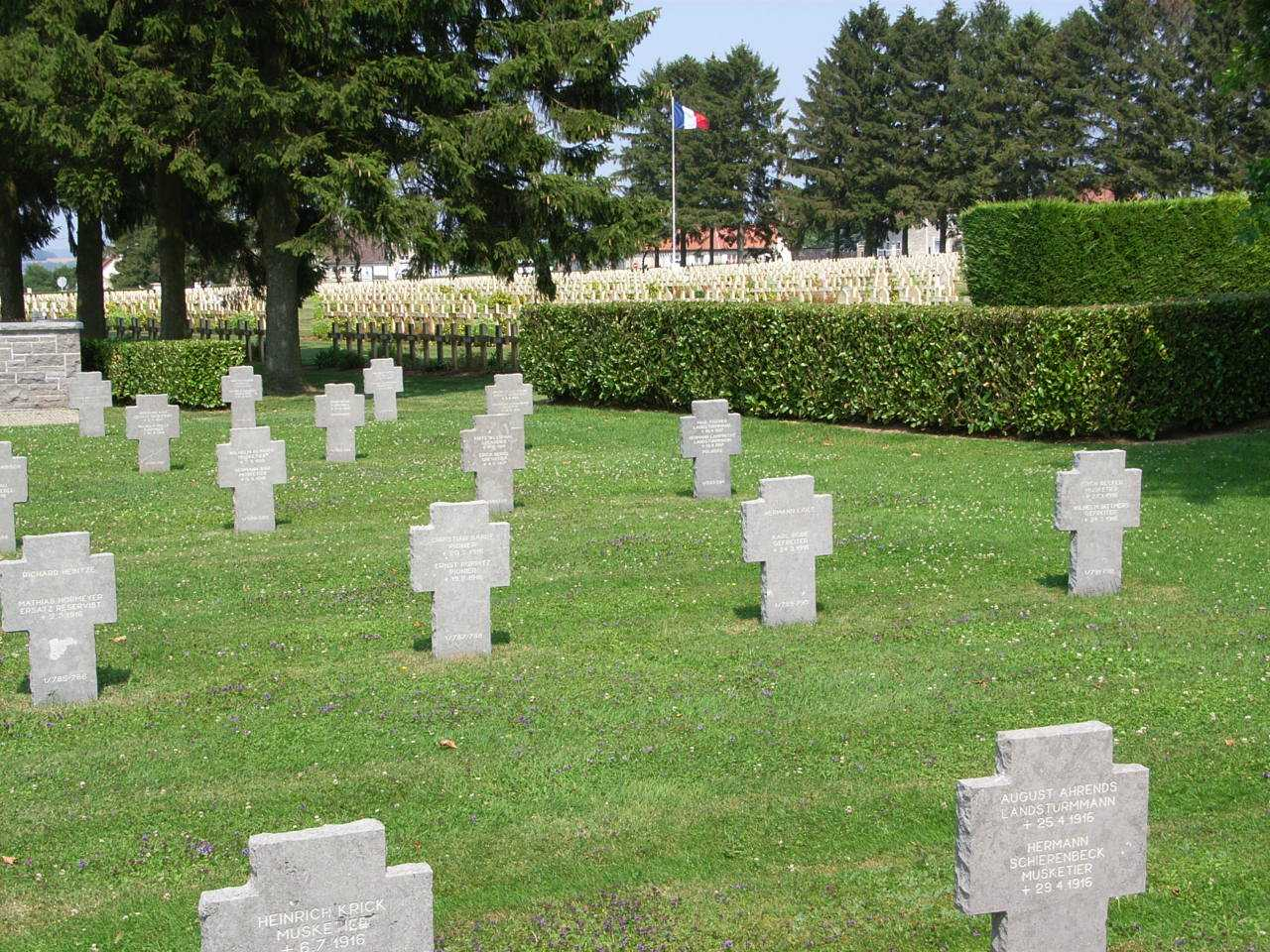
Setor alemão do cemitério militar em Chemin des Dames.

O Caminho das Damas (do francês Chemin des Dames) faz parte de uma rodovia nacional francesa, entre Laon e Soissons, em Aisne.